# Archives historiques de la Gascogne
Cet article court présente un sujet plus développé dans : Société historique de Gascogne#Publications.
Les Archives historiques de la Gascogne sont une publication de la Société historique de Gascogne, parue à Auch (Gers) entre 1883 et 1914.